# Zdeněk Masopust
Zdeněk Masopust (26. února 1938 Beroun – 15. března 2012) byl český vysokoškolský pedagog, právní filosof a teoretik a též československý politik Komunistické strany Československa a KSČM, poslanec Sněmovny lidu a Sněmovny národů Federálního shromáždění po sametové revoluci.

## Biografie
Vystudoval právnickou a filosofickou fakultu Univerzity Karlovy v Praze a postgraduální studium na Yale Law School v USA (LL.M.). V roce 1973 získal vědeckou hodnost CSc. a v roce 1989 vědeckou hodnost DrSc. Až do své smrti přednášel na Právnické fakultě Západočeské univerzity v Plzni obor teorie práva a dějiny právní filosofie, byl zde také vedoucím katedry teorie práva. Od roku 1967 působil rovněž na Ústavu státu a práva Akademie věd, roku 1985 také jako vedoucí redaktor časopisu Právník. Věnoval se též překladatelské činnosti (např. R. Dworkin: Když se práva berou vážně, A. Heywood: Politologie, A. Heywood: Politické ideologie, T. Hobbes: Leviathan, R.H. Bork: Amerika v pokušení – právo vystavené svodům politiky).
Profesně je k roku 1990 uváděn jako vědecký pracovník ČSAV, bytem Praha.
V lednu 1990 zasedl v rámci procesu kooptací do Federálního shromáždění po sametové revoluci do Sněmovny lidu (volební obvod č. 18 - Beroun, Středočeský kraj) jako poslanec za KSČ reprezentující novou garnituru nezatíženou výraznější normalizační politickou aktivitou. Mandát obhájil ve volbách roku 1990, nyní již za federalizovanou KSČM. Ve volbách roku 1992. přešel do Sněmovny národů, kde zasedal až do zániku Československa v prosinci 1992.
Rostislav Senjuk, poslanecký kolega Zdeňka Masopusta z federálního parlamentu, ocenil zesnulého v nekrologu jako bývalého ideologického oponenta, ale kultivovaného a lidského odborníka.